# Peucedanum henryi
Peucedanum henryi är en flockblommig växtart som beskrevs av H.Wolff. Peucedanum henryi ingår i släktet siljor, och familjen flockblommiga växter. Inga underarter finns listade i Catalogue of Life.